# منتخب تركيا لكرة اليد للسيدات
منتخب تركيا لكرة اليد للسيدات هو الممثل الرسمي لتركيا في رياضة كرة اليد. حقق المركز الثاني في ألعاب البحر الأبيض المتوسط 2009.